# Novavax
Novavax, Inc. è una società di biotecnologie statunitense che si concentra sulla scoperta, lo sviluppo, la produzione e la commercializzazione di vaccini e adiuvanti per prevenire gravi malattie infettive utilizzando la sua tecnologia proprietaria di vaccini a nanoparticelle ricombinanti.
I candidati al vaccino dell'azienda includono il Nuvaxovid (NVX-CoV2373), un vaccino ricombinante a subunità di glicoproteina SARS-CoV-2 adiuvato, contro il coronavirus che si trova in due studi di Fase III, uno di Fase IIb e uno di Fase I/II; NanoFlu, un candidato al vaccino contro l'influenza stagionale quadrivalente a nanoparticelle che è in fase III di sperimentazione clinica; e ResVax, un candidato al vaccino con nanoparticelle proteiche di fusione (F) del virus respiratorio sinciziale umano (hRSV) attualmente in sperimentazione clinica di Fase III, in Fase II per gli anziani (60 anni e oltre) e in Fase I per la pediatria. Inoltre, l'azienda sviluppa vaccini candidati per la protezione contro la sindrome respiratoria mediorientale (MERS) (in fase di studio preclinico in associazione alla sindrome respiratoria acuta grave) e un candidato al vaccino a glicoproteina del virus ebola.
Novavax ha un accordo di collaborazione con la multinazionale farmaceutica Takeda Pharmaceutical Co. per lo sviluppo, la produzione e la commercializzazione giapponese di NVX-CoV2373, il candidato al vaccino anti COVID-19.
Costituita nel 1987 con sede a Gaithersburg, nel Maryland, è inserita nell’indice Russell 2000 e quotata al Nasdaq.

## Storia e ricerca

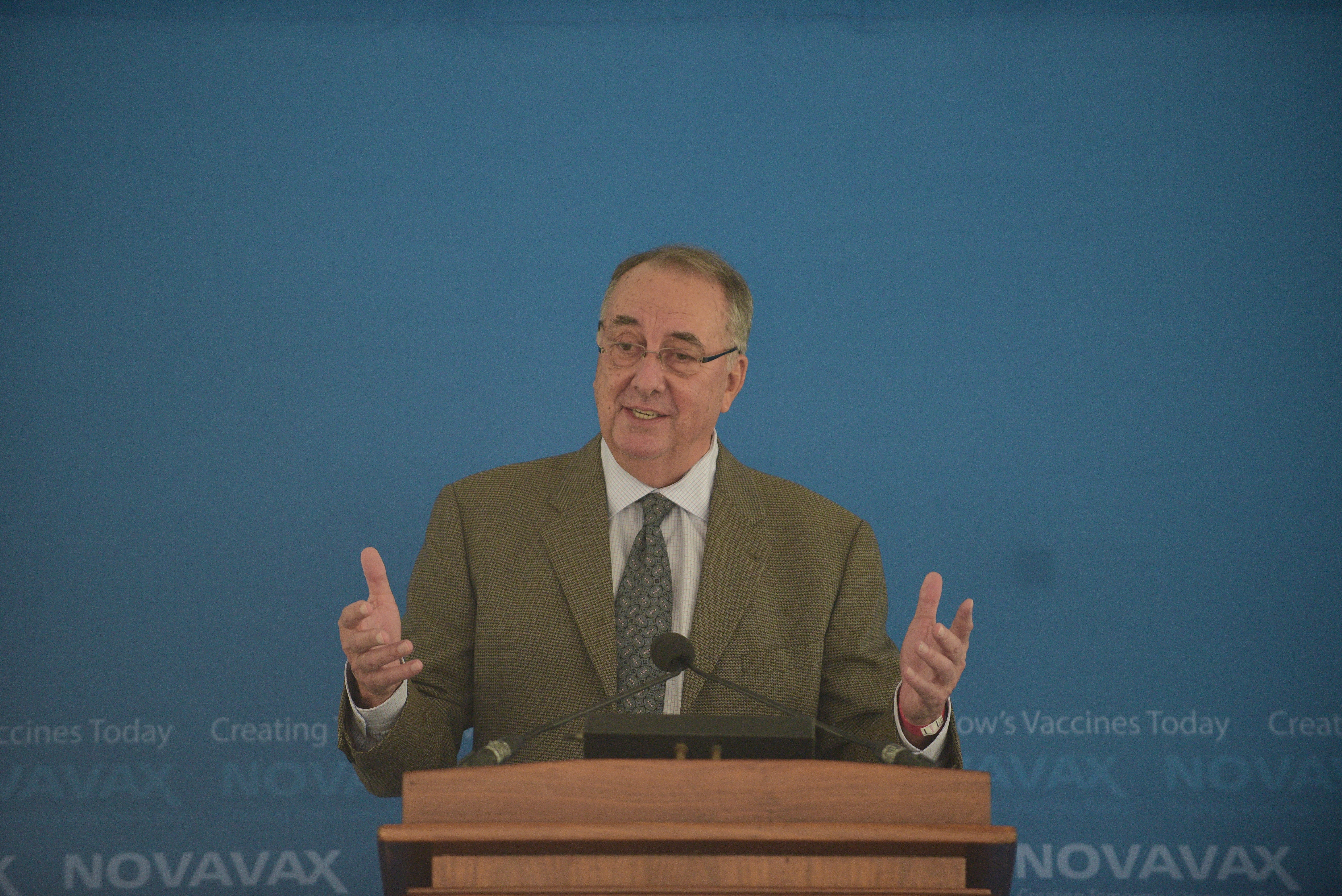
Stanley Erck, in conferenza durante la visita del governatore Larry Hogan ai laboratori di Novavax a Gaithersburg in Maryland, nel settembre 2020

L'azienda si occupa principalmente di sviluppare vaccini e possiede strutture a Rockville, nel Maryland, e a Uppsala, in Svezia. A partire dal 2020, ha iniziato lo studio e lo sviluppo di un vaccino contro il SARS-CoV-2, virus responsabile della pandemia di COVID-19. Tale vaccino chiamato NVX-CoV2373, nel gennaio 2021 è arrivato alla Fase III di sviluppo e nel mese di agosto 2021 l'azienda ha firmato un contratto con l'Unione europea per il suo utilizzo contro le varianti del SARS-CoV-2, subordinato all'autorizzazione dell'EMA.
Nel giugno 2013, Novavax ha acquisito il brevetto per la piattaforma dell'adiuvante Matrix-M con l'acquisto della società svedese Isconova AB, rinominando la sua nuova filiale in Novavax AB.

## Situazione finanziaria e sponsorizzazioni esterne
Novavax è finanziata sia da investitori pubblici che privati, delle 75 milioni di azioni flottanti circa il 50% è detenuta da investitori istituzionali.
Nel 2015, Novavax ha ricevuto una sovvenzione di ricerca di 89 milioni di dollari dalla Bill and Melinda Gates Foundation per sostenere lo sviluppo di un vaccino contro il virus respiratorio sinciziale umano (hRSV) per i bambini tramite l'immunizzazione materna.
Nel maggio 2020, Novavax ha ricevuto 384 milioni di dollari dalla Coalizione per le innovazioni nella preparazione alle epidemie (CEPI) per finanziare la valutazione in fase iniziale in adulti sani del candidato al vaccino anti COVID-19 dell'azienda: NVX-CoV2373 e per sviluppare risorse in preparazione alla produzione su larga scala, se il vaccino ha successo. Il CEPI aveva investito, già a marzo, 4 milioni di dollari.
Il 7 luglio 2020, durante l’amministrazione Donald Trump, l’azienda si aggiudica un finanziamento di 1.6 miliardi di dollari dal governo degli Stati Uniti con il programma Operazione Warp Speed per coprire i test, la commercializzazione e la produzione di un potenziale vaccino contro il coronavirus negli Stati Uniti, con l'obiettivo di somministrare 100 milioni di dosi entro il gennaio del 2021. Poche ore più tardi a Wall Street gli investitori, in preda all’euforia, vedono le azioni registrare un rialzo del 35% in una singola seduta.

## Farmaci e vaccini in fase di sviluppo

### Candidato al vaccino contro la COVID-19
Nel gennaio 2020, Novavax ha annunciato lo sviluppo di un candidato vaccino, denominato NVX-CoV2373, per stabilire l'immunità dall’infezione di SARS-CoV-2.
NVX-CoV2373 è un vaccino a subunità proteica che contiene la proteina spike del virus SARS-CoV-2. Novavax si trova quindi, da questo momento, in competizione per lo sviluppo del vaccino tra dozzine di altre aziende farmaceutiche.

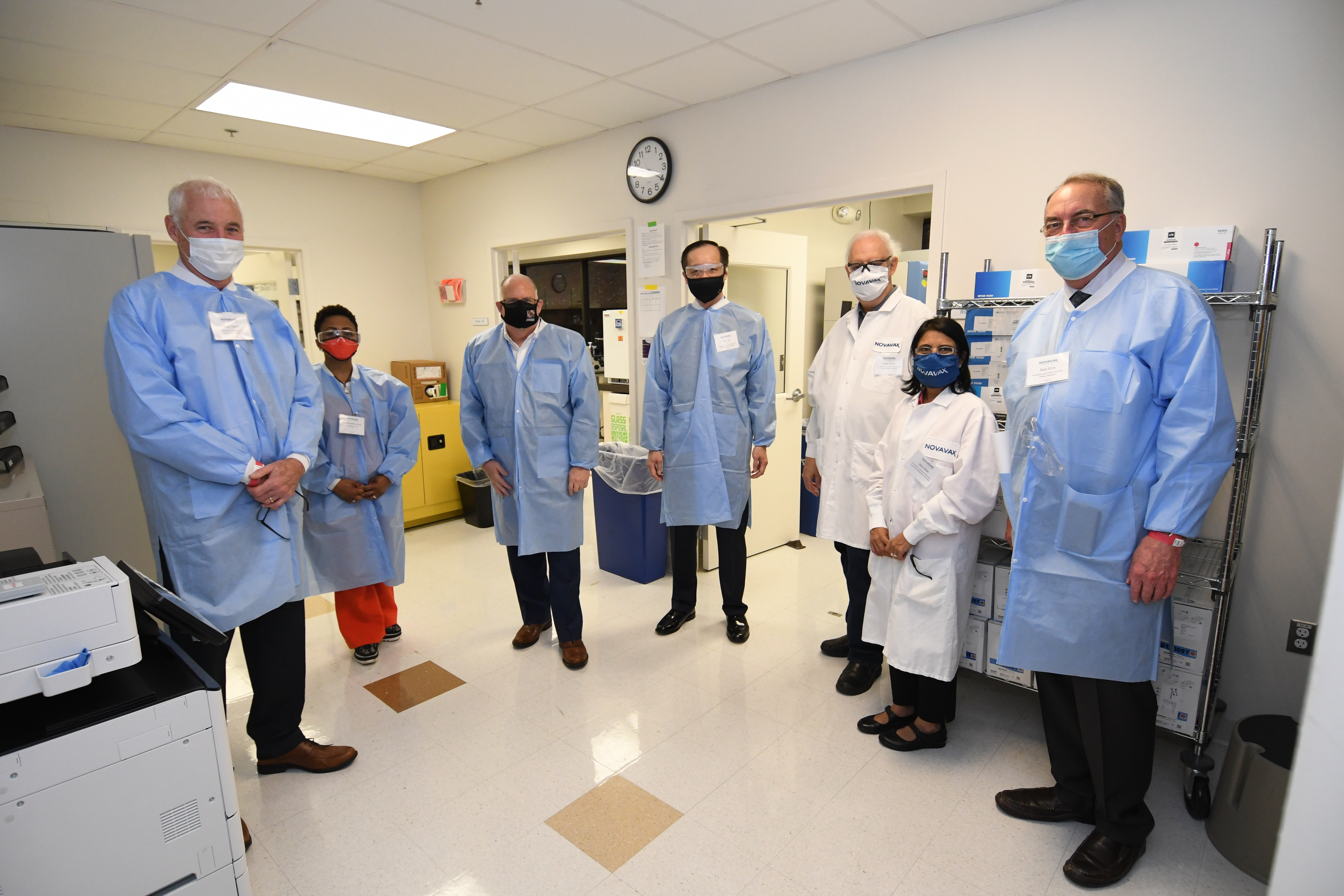
Stanley Erck (a destra) e Gregory Glenn (a sinistra) nei laboratori di biotecnologie a Gaithersburg durante la visita del governatore del Maryland

Nel gennaio 2021, Novavax pubblica i risultati degli studi clinici di fase III nel Regno Unito, che dimostrano un'efficacia dell'89% contro COVID-19 fornendo una forte immunità anche contro le nuove varianti. Immediatamente il giorno dopo l’annuncio, le azioni di Novavax registravano un rialzo del 30% negli scambi di pre apertura a Wall Street.
Il 14 giugno 2021, Novavax ha annunciato un'efficacia complessiva del 90,4% nello studio di fase III in 29960 partecipanti tra Stati Uniti e Messico. Dei 77 casi totali di COVID-19 tra i volontari dello studio, 14 si sono verificati nel gruppo vaccino, mentre 63 si sono verificati nel gruppo placebo. Dopo una seconda dose, nello studio nordamericano circa il 40% di coloro che hanno ricevuto il vaccino ha riferito di aver avvertito un certo grado di mal di testa, dolore muscolare o affaticamento mentre le reazioni gravi erano rare.
Il 22 maggio 2021, Novavax e Moderna hanno annunciato un accordo con il governo sudcoreano per la produzione dei rispettivi vaccini contro la COVID-19. Il vaccino è anche in fase di sviluppo in collaborazione con la Coalition for Epidemic Preparedness Innovations in India con il marchio Covovax.
Il 6 settembre 2021, Novavax e Takeda Pharmaceutical Co. hanno annunciato l’acquisto di 150 milioni di dosi candidato vaccino TAK-019 di Novavax da parte del Ministero della salute del governo giapponese in attesa dell'approvazione normativa. Il Ministero della salute, del lavoro e del benessere del Giappone ha firmato successivamente un accordo con la Takeda per la produzione e distribuzione del vaccino di Novavax previa approvazione normativa.
Il 22 dicembre 2021, Novavax conferma l’efficacia di due dosi di vaccino contro la variante omicron del SARS-CoV-2. I nuovi dati suggeriscono che il vaccino fornisce una risposta immunitaria contro la variante Omicron e altre varianti del coronavirus. La risposta degli anticorpi contro l’omicron è quattro volte inferiore rispetto alla variante originale. Una terza dose del vaccino somministrata agli adulti, sei mesi dopo le prime due dosi, ha aumentato il livello di anticorpi neutralizzanti contro la variante omicron di 73,5 volte, risultando più efficace nell'impedire la penetrazione di omicron nelle cellule umane.
I dati dimostrano che l'aumento del livello di anticorpi di 73,5 volte a seguito di una terza dose del vaccino di Novavax (vaccino a subunità proteica), è stato superiore alle dosi di richiamo di Pfizer e Moderna (vaccini a mRNA), che hanno aumentato rispettivamente i livelli di anticorpi di 25 volte e 37 volte.

### Autorizzazione e applicazione

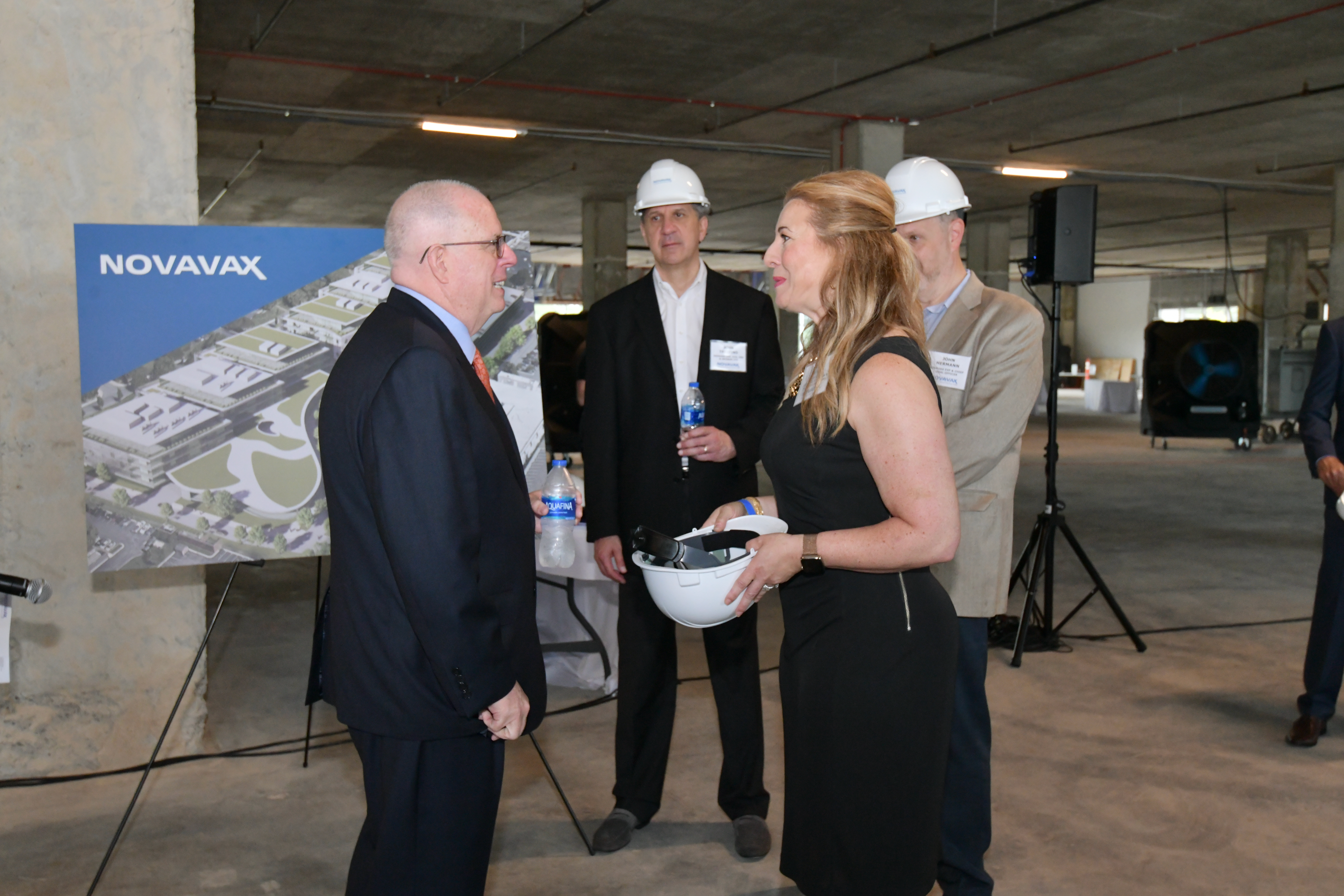
Il governatore Larry Hogan in visita al Future Vaccines Innovation Campus nella sede centrale di Novavax nel Maryland

Il 1 novembre 2021, Novavax e SII (Serum Institute of India) hanno annunciato che l'agenzia nazionale per il controllo dei farmaci e degli alimenti dell'Indonesia (Badan Peng era Obat dan Makanan, Badan POM) ha concesso l'autorizzazione all'uso di emergenza (EUA) per il vaccino a subunità proteica di Novavax contro il COVID-19 alle nanoparticelle ricombinanti con adiuvante Matrix-M. Sarà prodotto da SII in India e commercializzato in Indonesia con il marchio Covovax.
Il 17 dicembre 2021, l'Organizzazione mondiale della sanità (OMS) ha aggiunto il vaccino Covovax di Novavax, sviluppato congiuntamente con il Serum Institute of India (SII), all'elenco dei vaccini contro il coronavirus approvati per l'uso di emergenza (EUA). Il vaccino può quindi essere utilizzato nel programma COVAX per la fornitura di vaccini ai paesi a basso e medio reddito. Novavax e SII forniscono al programma COVAX 1,1 miliardi di dosi di vaccino.
Il 20 dicembre 2021, l'Agenzia europea per i medicinali (EMA) ha raccomandato il vaccino Nuvaxovid di Novavax per l'autorizzazione all'immissione in commercio condizionale, che è stata formalmente approvata dalla Commissione europea, rendendolo in assoluto il primo vaccino a subunità proteica e quinto vaccino approvato contro il COVID-19 nell'Unione europea dopo Pfizer/BioNTech, Moderna, Janssen e AstraZeneca. Novavax sarà quindi in grado di consegnare fino a 100 milioni di vaccini a partire dal primo trimestre del 2022. Il contratto firmato il 4 agosto 2021 consente agli stati membri l’acquisto di ulteriori 100 milioni di dosi nel corso del 2022 e del 2023.
Il 20 gennaio 2022, la Therapeutic Goods Administration (TGA) ha concesso l'approvazione provvisoria alla farmaceutica australiana Biocelect per la distribuzione del vaccino Nuvaxovid. È il primo vaccino proteico contro il COVID-19 a ricevere l'approvazione normativa in Australia.
Il 31 gennaio 2022, Novavax ha chiesto alla Food and Drug Administration (FDA) l'autorizzazione all'uso di emergenza per il vaccino NVX-CoV2373.
Il 17 febbraio 2022, il vaccino Nuvaxovid ha ottenuto l’autorizzazione completa da Health Canada per la prevenzione del COVID-19 negli adulti di età pari o superiore a 18 anni.

## Coadiuvanti dei vaccini
Novavax sviluppa anche adiuvanti immunologici brevettati a base di saponina vegetale immuno-stimolante presso una consociata svedese interamente controllata, la Novavax AB. Uno di questi, Matrix-M, è utilizzato nel candidato al vaccino di Novavax per il COVID-19, il Nuvaxovid.